# João Axuco
João Axuco (em grego: Ἰωάννης Ἀξούχ ou Ἀξοῦχος; romaniz.: Ioánnes Axoúch ou Axouchos; fl. c. 1087 – ca. 1150) foi um oficial e comandante-em-chefe (grande doméstico) do exército bizantino durante o reinado do imperador João II Comneno (r. 1118–1143) e durante a primeira parte do reinado de seu filho Manuel I (r. 1143–1180). Também teria servido pelo período como chefe de facto da administração civil do Império Bizantino.

## Vida

### Origens e amizade com João II

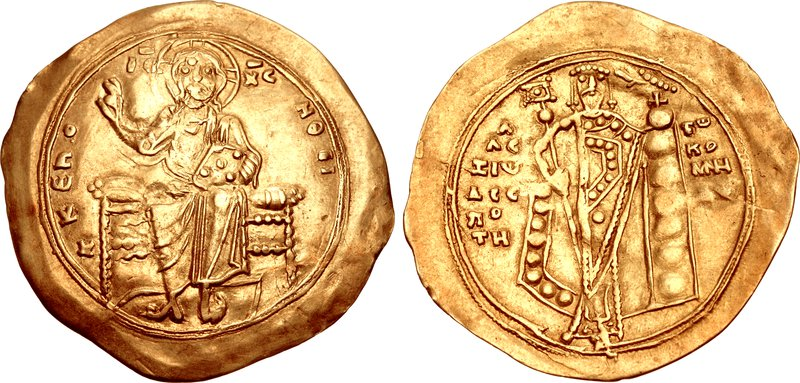
Hipérpiro escifato de r.

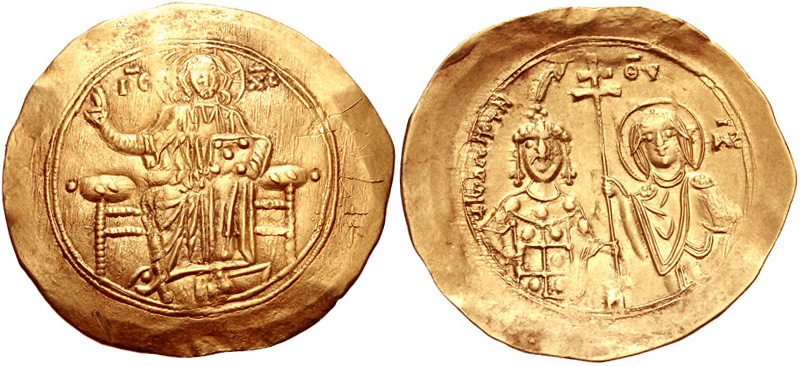
Hipérpiro escifato de r.

João era de origem turca (referido anacronicamente como "persa" por João Cinamo). Em 1097, quando ainda era criança, foi capturado pelos cruzados em Niceia e entregue ao imperador Aleixo I Comneno (r. 1081–1118), que incorporou-o no séquito imperial. Ali, tornar-se-ia um companheiro íntimo de João II (r. 1118–1143), o herdeiro de Aleixo, o que lhe rendeu a nomeação para o título de sebasto e o posto de grande doméstico ou doméstico do Oriente e Ocidente em 1118, ano da ascensão de João. Axuco foi o único amigo pessoal e confidente do imperador, e todos os membros da família imperial foram obrigados a fazer reverência a ele. Depois de frustrar uma conspiração contra seu trono e vida orquestrado por sua irmã Ana e seu marido Nicéforo Briênio (que traiu a conspiração), João II tentou dar a propriedade confiscada de Ana para Axuco. Axuco não a aceitou por temer que isso pioraria suas relações com a família imperial e faria-o impopular com a alta aristocracia, ao mesmo tempo que pediu clemência para Ana.
Graças, em parte, à habilidade de Axuco, o novo imperador foi capaz de lidar com as dificuldades iniciais de afirmar sua autoridade sobre a família imperial sem aliená-la inteiramente. Devido a este auxílio doméstico, João II concentrou-se em sua política externa agressiva por boa parte de seu reinado. O imperador era um soldado ativo, realizando campanhas nos Bálcãs, Anatólia e Síria, com ele e Axuco frequentemente colaborando um com o outro em seus esforços. Na reconquista de Laodiceia dos turcos seljúcidas em 1119, Axuco conduziu o cerco, permitindo então a João II uma rápida vitória quando chegou no campo de batalha. Esta campanha abriu rota terrestre através da Anatólia para Antália e Cilícia. Quando lutando contra os pechenegues nos Bálcãs em 1122, Axuco foi ferido na perna ou pé. Axuco também desempenhou um papel ativo nas campanhas de 1137–1138 na Cilícia, Antioquia, e norte da Síria, momento que novamente foi ferido.

### Fazedor de rei

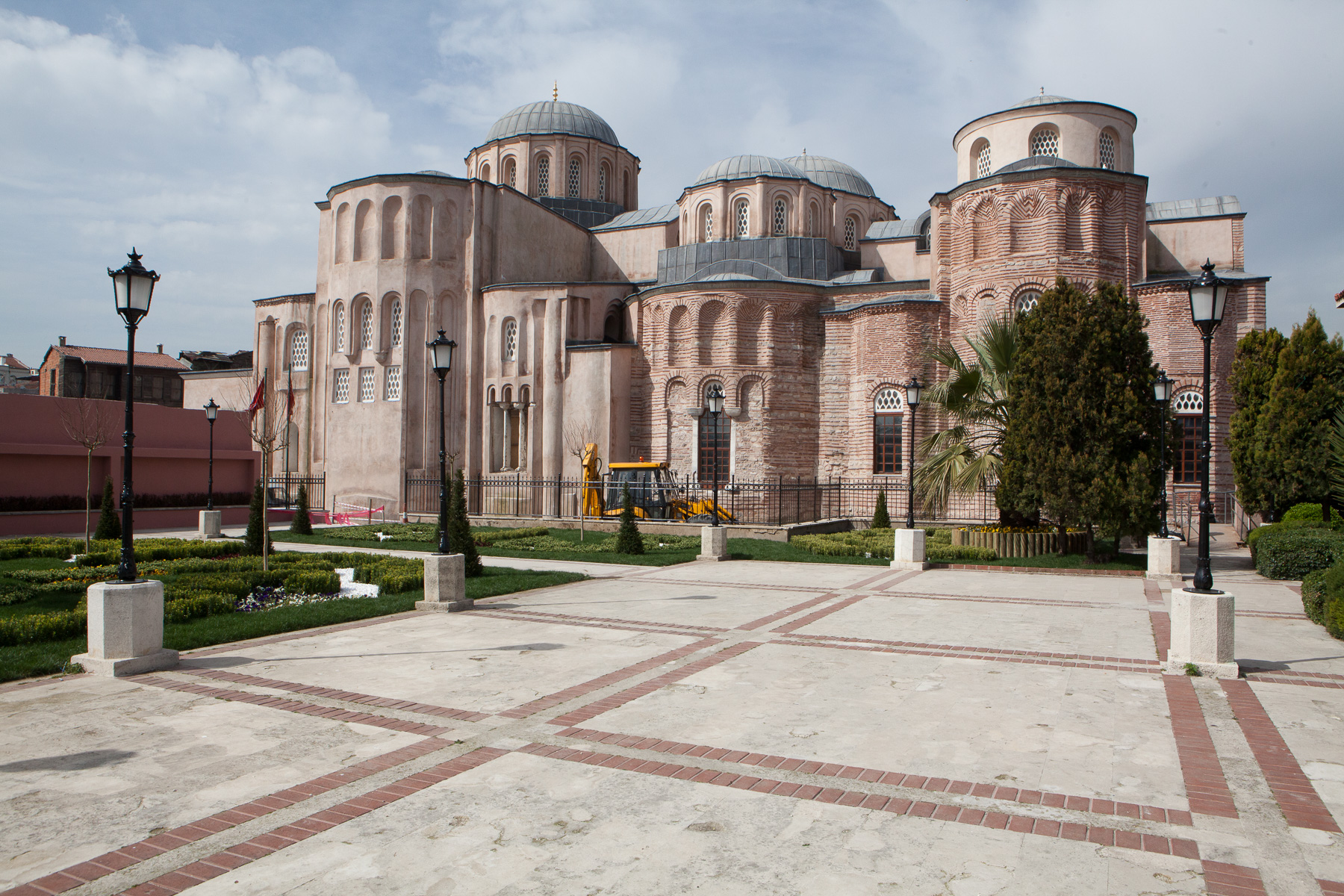
Mesquita de Zeyrek, antigo Mosteiro do Cristo Pantocrator

Em 1143, enquanto preparando-se para conquistador a Antioquia cruzada, João II morreu após um acidente de caça na Cilícia. João Axuco foi instrumental na aquisição do controle de Constantinopla para o sucessor escolhido por João, seu filho mais jovem Manuel I Comneno, contra as possíveis candidaturas de seu irmão mais velho e tio, ambos chamados Isaac. Deixando Manuel e o exército na Cilícia, Axuco viajou rapidamente e alcançou a capital antes que as notícias da morte de João chegassem; uma vez lá, assegurou o controle dos tesouros e regalia imperiais, e ambos os príncipes foram confinados no Mosteiro de Cristo Pantocrator. Apesar disso, a ascensão de Manuel sofreu uma oposição ativa. Axuco manteve-se fiel aos desejos de João II, embora se registre que tentou persuadir enfaticamente o imperador moribundo que seu filho mais velho Isaac era o melhor candidato para sucedê-lo.
É notável que algumas fontes indicam que Axuco era muito ligado a Isaac e, ao menos no começo de seu reinado, Manuel manteve suspeitas de conluio entre seu irmão e seu oficial. Uma vez no poder, Manuel confirmou a posição de Axuco como grande doméstico. O último, por sua vez, foi responsável pela introdução dum juramento de lealdade ao novo imperador na cerimônia de coroação, uma prática que durou até o fim do Império Bizantino.

### Reinado de Manuel I

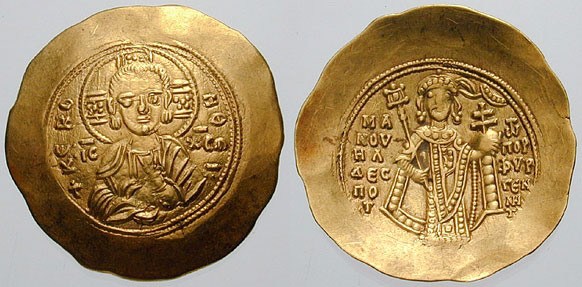
Hipérpiro escifato de r.

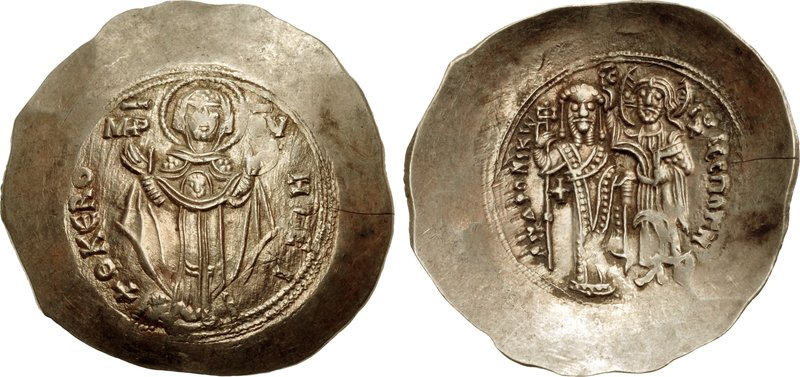
Áspro traqueia escifata de r.

Durante a campanha de 1145–1146, uma acalorada discussão ocorreu à mesa do imperador, com comparações sendo feitas entre as qualidades maritais de Manuel e seu pai. João Axuco ofensivamente exaltou João II em detrimento de Manuel, e foi vociferosamente apoiado pelo irmão de Manuel, Isaac. Os ânimos de animaram e Isaac atacou seu primo, o futuro imperador Andrônico I (r. 1083–1085) com uma espada, e o golpe sendo desviado pelo imperador com a ajuda de outro parente. Axuco foi punido por sua participação ao ser privado do privilégio de portar o selo imperial. O episódio é indicativo da integração de Axuco dentro da família imperial. Além disso, se sugere que sua posse do selo imperial antes de 1145–1146 significa que ele foi, além de seus deveres militares, o chefe da administração civil. Esta foi uma posição não oficial conhecida à época como mesazonte e equivalente ao vizir ou "primeiro-ministro".
João Axuco comandou as forças ativas contra os normandos da Sicília em Corfu (1148–1149), inicialmente como comandante das forças terrestres, enquanto o grande duque Estêvão Contostefano comandou a frota, mas após a morte do último em 1149, Axuco assumiu a expedição inteira. Quando uma rixa eclodiu entre os soldados bizantinos e os aliados da República de Veneza, Axuco tentou inicialmente mediar, mas foi então obrigado a enviar sua guarda para reprimir o distúrbio pelo poder. As forças de Axuco conseguiram fazer os normandos passarem fome até sua submissão em 1149, quando fizeram-o render suas fortificações e se retirarem da ilha. Acredita-se que Axuco morreu logo depois, possivelmente em 1150 ou no começo de 1151.
Sem novidade, para alguém elevado por Aleixo I, Axuco parece ter sido muito bem educado. Teve um interesse vívido em teologia, e é conhecido por ter feito questões investigativas ao teólogo Nicolau de Metone sobre a natureza do "interior do Espírito Santo dentro dos Apóstolos". Sabe-se, inclusive, que o imperador Manuel pessoalmente pressionou Nicolau a produzir uma resposta razoável para o questionamento de Axuco.

## Legado e família

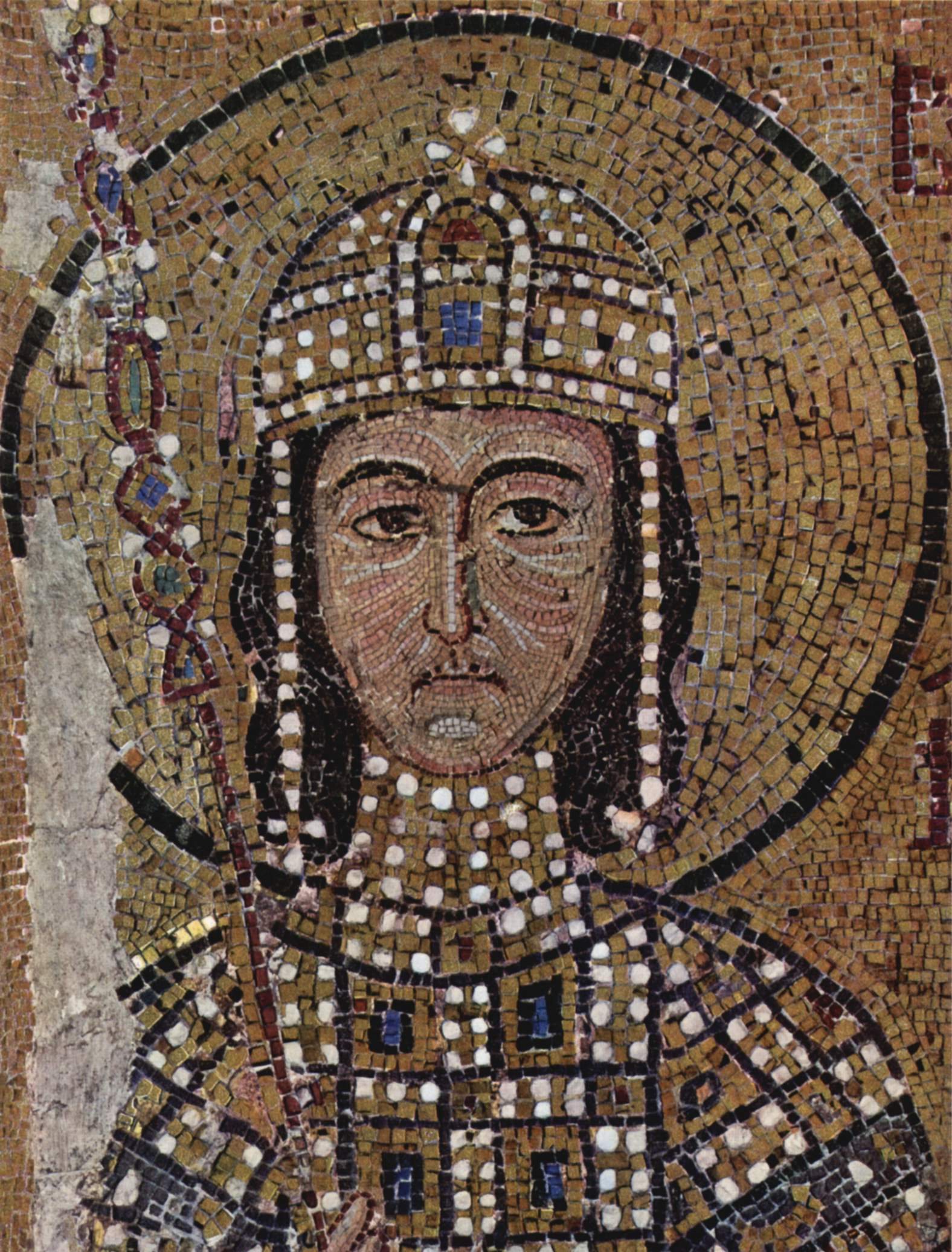
Aleixo, filho e coimperador de João II, num mosaico de Santa Sofia

João II virtualmente liderou pessoalmente todas as campanhas importantes durante seu reinado; como resultado, Axuco é um dos poucos comandantes bizantinos deste período a receber a atenção dos historiadores e cronistas contemporâneos. A habilidade e caráter de Axuco foram reconhecidos e elogiados por seus contemporâneos. Miguel Itálico, por exemplo, chamou-o a "torre do império dos romanos" e "uma rampa invencível", enquanto escritores como Nicolau Basilácio e o Nicolau de Metone dedicaram obras a ele. O historiador Nicetas Coniates, nascido logo após a morte de Axuco, deu a seguinte descrição das qualidades de João Axuco:
| “ | Não apenas suas mãos foram habilidosas na guerras mas foram também rápidas e ágeis na realização de bons trabalhos. Além disso, a nobilidade e liberalidade de sua mente ofuscou bastante suas origens humildes e fizeram Axuco amado por todos. | ” |

João teve um filho, Aleixo, que casou-se com Maria Comnena, a filha do filho mais velho e coimperador de João II, Aleixo (m. 1142). Aleixo foi feito protoestrator, o segundo-em-comando do exército bizantino e esteve ativo em várias operações militares relevantes do reinado de Manuel I, porém em 1167 foi acusado de traição e forçado a entrar num mosteiro. João também teve uma filha chamada Eudóxia que casar-se-ia com Estêvão Comneno, sobrinho-neto de Aleixo I Comneno (r. 1081–1118).